# Mineralbad Berg

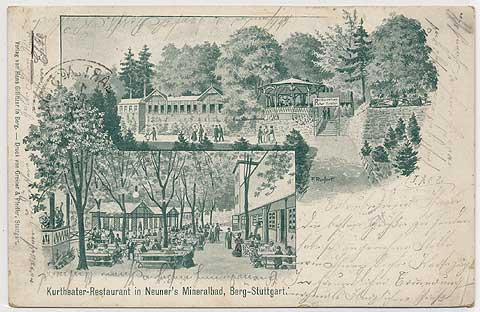
Mineralbad Neuner um 1900

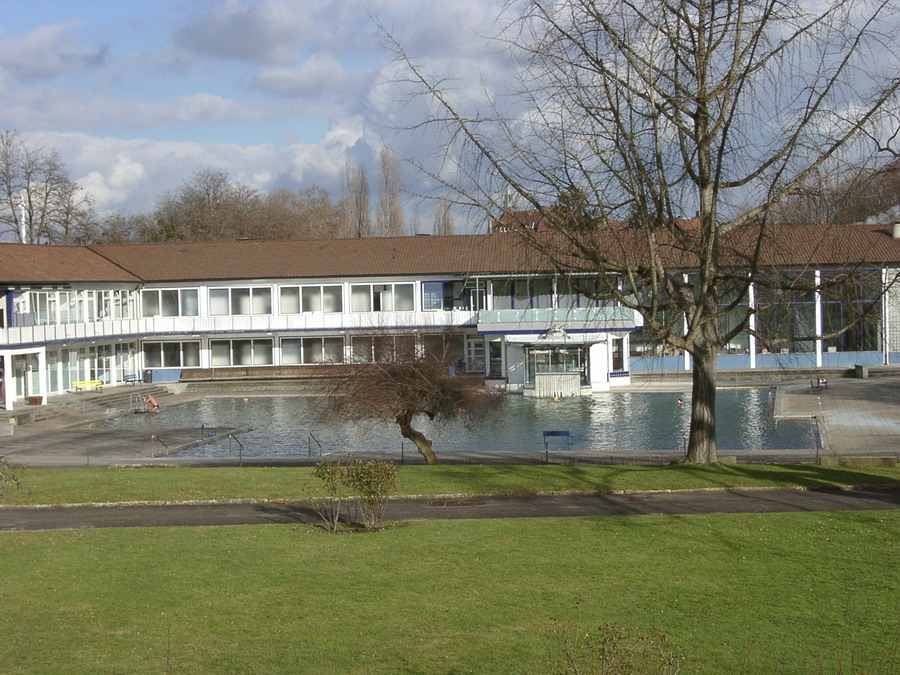
Mineralbad Berg 2005

Das Mineralbad Berg in Stuttgart-Ost wurde 1856 vom königlichen Hofgärtner Friedrich Neuner als „Bad am Königlichen Park“ im heutigen Heilquellenschutzgebiet Stuttgart eröffnet. Das „Berg“ ist eines von drei Mineralbädern in Stuttgart (neben dem Mineralbad Leuze und dem Solebad in Bad Cannstatt). Die Stuttgarter bezeichnen das Mineralbad Berg umgangssprachlich als das „Neuner“ oder das „Berg“. Aus fünf Quellen fließen täglich 5 Millionen Liter natürliches Mineralwasser in die vier großen Innen- und Außenbecken mit Wassertemperaturen von 22 °C bis 34 °C und einer gesamten Wasserfläche von 1.380 m². Durch die hohe Schüttungsmenge der Quellen ist weder eine Chlorung noch eine Umwälzung oder eine Wasseraufbereitung notwendig. Die Becken werden täglich nach Badeschluss geleert und anschließend gereinigt. In den Nachtstunden füllen sich die geleerten Becken vollständig mit dem nachströmenden Quellwasser.

## Geschichte
Im Jahr 1508 wurde eine neue Mühle am Nesenbach etwa im Bereich Nißle-/Karl-Schurz-Straße gebaut. Als zu Beginn des 19. Jahrhunderts die sogenannte Bachmühle den Betrieb einstellte, kaufte der Stuttgarter Baumwollfabrikant Karl Bockshammer das Gelände und errichtete dort 1810 die erste mechanische Baumwollspinnerei Württembergs. Da für den Betrieb der Spinnmaschinen ein gleich bleibender Wasserfluss notwendig war, der Nesenbach aber mal mehr und mal weniger Wasser führte, ließ Bockshammer zwischen 1830 und 1853 nach Quellwasser bohren. Schließlich waren in gut 45 Meter Tiefe insgesamt fünf Mineralquellen gefunden, die ihr Wasser an der Erdoberfläche in einen See ergossen.
Am 29. Juni 1856 eröffnete Friedrich Neuner das „Stuttgarter Mineral-Bad bei Berg“. Dieses Bad hatte von Beginn an ein gemauertes Schwimmbecken und ist deshalb das älteste bis heute existierende Schwimmbad in Stuttgart. Lange Zeit war es sogar das größte Mineralschwimmbecken in Deutschland.
Das Mineralbad Berg war 149 Jahre in Familienbesitz und ging zum Jahreswechsel 2005/2006 in den Besitz der Stadt Stuttgart über.
Seit September 2016 war das Bad für eine Generalsanierung durch das Stuttgarter Architekturbüro 4a Architekten geschlossen. Die Sanierungskosten waren mit ca. 30 Mio. Euro veranschlagt. Im März 2018 wurde bekannt, dass sich aufgrund des defekten Quellrohres die Arbeiten um ein Jahr bis Mitte 2020 verzögern und rund eine Million Euro teurer wurde als geplant. Die Sanierung kostete statt veranschlagter 29,4 Mio. Euro letztlich 34 Mio. Euro und dauerte zwei Jahre länger als ursprünglich geplant. Am 5. Oktober 2020 wurde der Badebetrieb wieder aufgenommen. Im Jahr 2023 besuchten 209.069 Badegäste das Mineralbad Berg.